# Dear Evan Hansen (filme)
Dear Evan Hansen é um filme musical de drama adolescente americano dirigido por Stephen Chbosky e adaptado para a tela por Steven Levenson do musical de palco de Benj Pasek e Justin Paul de 2015 com o mesmo nome. Seu elenco é composto por Ben Platt, reprisando seu no papel da versão teatral, junto com um que inclui Amy Adams, Julianne Moore, Kaitlyn Dever, Amandla Stenberg, Nik Dodani, Danny Pino, e Colton Ryan.
O filme está teve  sua estreia mundial no Festival Internacional de Cinema de Toronto de 2021 em 9 de setembro de 2021 como sua Apresentação de Gala da Noite de Abertura, sendo seguido por um lançamento nos cinemas em 24 de setembro de 2021, pela Universal Pictures. No Brasil, será lançado em 11 de novembro de 2021.

## Elenco
- Ben Platt como Evan Hansen
- Amy Adams como Cynthia Murphy
- Julianne Moore como Heidi Hansen
- Kaitlyn Dever como Zoe Murphy
- Amandla Stenberg como Alana Beck
- Nik Dodani como Jared Kalwani
- Danny Pino como Larry Mora
- Colton Ryan como Connor Murphy
- DeMarius Copes como Oliver
- Liz Kate como Gemma
- Isaac Cole Powell como Rhys
- Avery Bederman como Isabelle
- Gerald Caesar como Josh
- Tommy Kane como Greg
- Marvin Leon como Skye
- Hadiya Eshé como Cherise
- Julia Chen Myers como Naomi
- Mariana Alvarez como Mrs. G.
- Swift Rice como Mr. Howard

## Produção

### Desenvolvimento
A Universal Pictures comprou os direitos do filme para o musical em novembro de 2018, contratando Stephen Chbosky como diretor, e o escritor do musical Steven Levenson como roteirista do filme. Marc Platt e Adam Siegel servirão como produtores, enquanto os compositores do show Benj Pasek e Justin Paul, servirão como produtores executivos ao lado de Levenson.

### Seleção de elenco
Em junho de 2020, foi anunciado que Ben Platt, que originou o papel de Evan Hansen no palco e é filho de Marc Platt, deveria reprisar seu papel no filme, e Kaitlyn Dever havia entrado em negociações para estrelar como Zoe Murphy. Em agosto de 2020, Kaitlyn Dever foi oficialmente confirmada como Zoe Murphy e Amandla Stenberg se juntou ao elenco como Alana Beck, um papel que foi expandido para o filme. Stenberg também colaborará com Pasek e Paul na escrita de uma nova música para sua personagem. Naquele mesmo mês, Nik Dodani e Colton Ryan juntaram-se ao elenco do filme como Jared Kleinman e Connor Murphy, respectivamente, este último reprisando o papel em que foi aluno do substituto na Broadway. Perto do final daquele mês, Amy Adams e Danny Pino se juntaram ao elenco como Cynthia e Larry Murphy. Em setembro de 2020, Julianne Moore e DeMarius Copes se juntaram ao elenco do filme. Moore interpretará Heidi Hansen e Copes fará sua estréia no cinema como Oliver, um dos amigos de Zoe Murphy e um novo personagem criado especificamente para o filme. Naquele mesmo mês, Gerald Caesar se juntou ao elenco do filme como Josh, um dos alunos do ensino médio. Em outubro de 2020, Liz Kate se juntou ao elenco do filme em um papel não revelado. Em novembro de 2020, Isaac Cole Powell se juntou ao elenco do filme, como Rhys, um atleta do ensino médio.

### Filmagens
Em 25 de agosto de 2020, Ben Platt confirmou em uma entrevista à James Corden que haviam começado as filmagens. O filme será filmado em Los Angeles, Califórnia e Atlanta, Geórgia.

## Trilha Sonora
Em agosto de 2020, foi confirmado que além de interpretar Alana Beck, Amandla Stenberg colaboraria com Pasek e Paul na composição de uma nova música para seu personagem. Em 18 de maio de 2021, o site oficial do filme foi lançado e confirmou que as seguintes músicas seriam incluídas: "You Will Be Found", "Waving Through a Window", "For Forever" e "Words Fail". No mesmo dia, Ben Platt afirmou em uma entrevista para a Vanity Fair que "Acho que não houve nada de importante que alguém pudesse perder. Todas as batidas principais e todas as canções favoritas estão intactas", ao mesmo tempo que indica que outra nova canção foi escrita para o filme. A trilha sonora do filme foi disponibilizada para pré-salvamento em 25 de maio de 2021 e será lançada pela Interscope Records em setembro de 2021.
1. Waving Through a Window - Ben Platt e coral de Querido Evan Hansen
2. For Forever - Platt
3. Sincerely, Me - Colton Ryan, Platt e Nik Dodani
4. Requiem - Kaitlyn Dever, Danny Pino e Amy Adams
5. If I Could Tell Her - Platt e Dever
6. The Anonymous Ones - Amandla Stenberg
7. You Will Be Found - Platt, Stenberg, Liz Kate, DeMarius Copes, Isaac Powell, Hadiya Eshé, Dever e coral de Querido Evan Hansen
8. Only Us - Dever, Platt
9. Words Fail - Platt
10. So Big / So Small - Julianne Moore
11. A Little Closer - Ryan

- Versão Brasileira

1. Aceno Pros Outros (Waving Through a Window)
2. Para Sempre (For Forever)
3. Com Carinho, Eu (Sincerely, Me)
4. Réquiem (Requiem)
5. Se Eu Contasse (If I Could Tell Her)
6. Os Anônimos (The Anonymous Ones)
7. Vão Te Encontrar (You Will Be Found)
8. Somente Nós (Only Us)
9. Não Há Palavras (Words Fail)
10. Nós Não Estamos Sós (So Big / So Small)
11. Bem Mais Perto (A Little Closer)

## Lançamento
O primeiro trailer do filme foi lançado em 18 de maio de 2021. A aparência do personagem Evan Hansen foi recebida com críticas, com os telespectadores comentando que Platt, aos 27 anos, parecia muito velho para interpretar um adolescente. Platt descartou a resposta, comparando sua idade com a dos atores que interpretaram estudantes do ensino médio no filme Grease, de 1978.
O filme teve sua estreia mundial como a Apresentação de Gala da Noite de Abertura do Festival Internacional de Cinema de Toronto de 2021 em 9 de setembro de 2021, tanto virtualmente quanto pessoalmente no Roy Thomson Hall. Após o anúncio de sua estreia, o codiretor e diretor artístico do TIFF, Cameron Bailey, comentou: “Não havia dúvida de que Dear Evan Hansen era o filme ideal para ser lançado no festival este ano... Este filme é basicamente sobre cura, perdão e reafirma  quão conectados e essenciais todos nós somos uns com os outros. Não poderíamos pensar em uma ideia mais importante para comemorar este ano, pois nos reunimos mais uma vez para compartilhar o poder e a alegria do cinema nos cinemas.” Foi lançado nos cinemas em 24 de setembro de 2021.

## Acusações de nepotismo
A decisão de escalar Platt para o papel principal também levou a acusações de nepotismo, já que seu pai, Marc Platt, produziu o filme. Em uma entrevista com Zach Sang , Ben Platt disse: "Acho que a reação vem principalmente de pessoas que não entendem o contexto da peça - o fato de que eu criei o papel e o atuei por três anos ... Se eu não fizesse o filme, provavelmente não seria feito . E então, eu acho, minha resposta defensiva é querer ir para o Twitter e ser tipo, "E vocês, pessoal. Vocês nem sabem que isso não existiria sem mim." Claro, isso não é totalmente verdade e não cabe a mim dizer. Tudo o que tenho a fazer é deixar o trabalho falar por si."
Stephen Chbosky respondeu dizendo: "A verdade é que acho que grande parte do motivo pelo qual as pessoas falam sobre esse assunto é o fato de que tínhamos uma versão anterior dele fazendo o mesmo papel (na Broadway). Muitos dos atores do filme têm basicamente a idade dele. Ninguém nunca me pergunta sobre Nik Dodani (que interpreta o colega de classe de Evan, Jared, e tem 27 anos). Eles só me perguntam sobre Ben. Mas a grande maioria das pessoas que viram o filme ficam tão impressionadas com o que (Platt) faz que não se importam e, na minha opinião, não deveriam."

## Recepção
No agregador de críticas Rotten Tomatoes, que categoriza as opiniões apenas como positivas ou negativas, o filme tem um índice de aprovação de 35% calculado com base em 133 comentários dos críticos que é seguido do consenso: "Dear Evan Hansen faz um bom trabalho em capturar a emoção de seu material de origem, mas é prejudicado por um elenco questionável e uma história difícil de engolir." Já no agregador Metacritic, com base em 31 opiniões de críticos que escrevem em maioria para a imprensa tradicional, o filme tem uma média aritmética ponderada de 38 entre 100, com a indicação de "revisões geralmente desfavoráveis". O público entrevistado pela CinemaScore deu ao filme uma nota média de "A–" em uma escala de A+ a F, enquanto os da PostTrak deram uma pontuação positiva de 78%, com 57% dizendo que definitivamente o recomendariam. Alex Wood, do WhatsOnStage, concluiu em sua crítica dizendo que "os espectadores provavelmente chegarão a um de três resultados: é razoavelmente interessante (embora excessivamente longo), estimulantemente novo ou terrivelmente horrível - tudo dependendo se você pode ou não ter empatia com Evan a assim chamada situação."